# Las Piedras Shopping
Las Piedras Shopping es un centro comercial ubicado en Las Piedras, Canelones, Uruguay. Fue inaugurado el 10 de mayo de 2017.
El proyecto comenzó en 2013 como una iniciativa privada que fue presentada ante la Intendencia de Canelones por promotores y por el Club Juventud Las Piedras.
Llegar a la inauguración llevó siete años de trabajo, cuatro de negociación, planificación y búsqueda de inversores y casi tres en obras. La obra fue desarrollada por la constructora Stiler, mientras que el proyecto y dirección estuvo en manos de Guerra De Rosa Arquitectos.

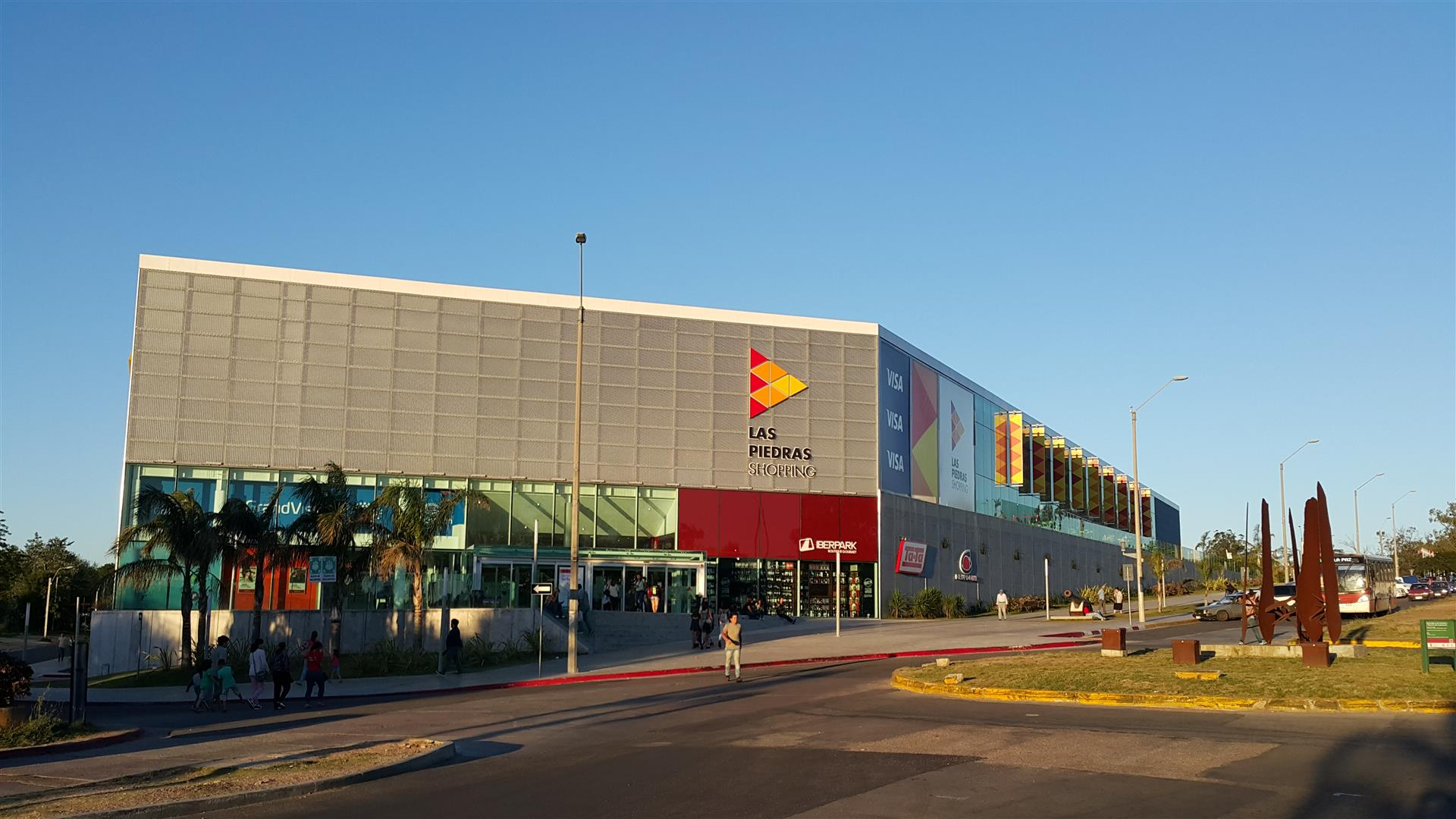

El proyecto incluye cinco salas de cine que apuntan a atender una demanda compuesta por un público de unas 200.000 personas residente en Las Piedras, La Paz, Progreso y Santa Lucía.